# La Maison des mille poupées
Pour plus de détails, voir Fiche technique et Distribution.
La Maison des mille poupées (La casa de las mil muñecas) est un film policier hispano-ouest-allemand réalisé par Jeremy Summers et sorti en 1967.
Il s'agit d'un film d'exploitation où un couple d'Américains rencontre un vieil ami à Tanger et apprend qu'il est à la recherche de sa petite amie disparue, enlevée par un gang international de traite des Blanches. L'avant-première du film a eu lieu aux États-Unis le 8 novembre 1967 via la société de distribution American International Pictures (AIP) et il a été décrit comme « probablement le film le plus glauque jamais distribué par l'AIP ».

## Synopsis
Félix Manderville et sa partenaire, Rebecca, aussi flegmatique que ravissante, se produisent avec un numéro d'illusionnisme et de télépathie à Tanger, au nord du Maroc, dans le cadre d'une tournée de music-hall. Mais le lieu où ils se produisent est en réalité la plaque tournante d'un réseau florissant d'esclavage sexuel. Ce réseau de traite de jeunes filles est dirigée par un sinistre tireur de ficelles du nom de « Roi de Cœur ». Alors que Rebecca préférerait déserter ce lieu avant la fin de leur tournée, Manderville la met en garde contre les conséquences incalculables d'une telle décision. Devant l'établissement, un homme guette le couple d'artistes et menace Manderville avec un pistolet. Il est le fiancé d'une des filles disparues et veut abattre Manderville si celui-ci ne dit pas où est passée sa fille. Mais quelqu'un en embuscade abat le fiancé, et Manderville et Rebecca continuent leur chemin sans être inquiétés.
Le lieu de rencontre le plus exclusif de Tanger entre hommes et femmes est le club chic « La Maison des mille poupées ». On n'y entre que sur recommandation, le 'ticket d'entrée' étant une petite poupée qu'il faut présenter à l'entrée. En fait, « La Maison des mille poupées » n'est rien d'autre qu'un bordel de luxe avec des filles venues des quatre coins du monde. L'un des nouveaux arrivants parmi les hôtes masculins payants est le jeune Espagnol Fernando, qui pense que sa fiancée disparue, la Viennoise Diane, s'y trouve. Il la retrouve effectivement dans la maison close. Il raconte à Diane qu'un médecin légiste américain, camarade d'études à Madrid, le Dr Steve Armstrong, et sa femme Maria sont arrivés avec lui à Tanger. Tous deux voulaient l'aider à la retrouver. Comme la conversation entre Fernando et Diane a été mise sur écoute, la patronne de l'établissement est désormais au courant. Alors que Fernando s'apprête à quitter la maison close, de sinistres individus lui tendent une embuscade. Ils l'interpellent, une forte explosion se produit et Fernando, qui se cachait, est découvert et poignardé par l'un des malfrats. Lorsque son corps est retrouvé, il tient dans sa main une petite poupée et une carte de jeu du roi de cœur.
A la demande de l'inspecteur de police marocain Emile, Armstrong doit identifier Fernando à la morgue. Il prévoit dès lors de démanteler le réseau de traite des blanches par ses propres moyens et de démasquer le mystérieux chef qui se cache derrière. Pendant ce temps, la patronne de la maison close s'en prend à ses filles et tente d'obtenir de force des informations sur ce certain M. Armstrong. Une tentative d'évasion de Diane et d'une des autres filles de joie échoue. Le soir, la femme d'Armstrong, Maria, assiste à une représentation avec Manderville, qui sait déjà qu'elle est la femme de Steve Armstrong. Il l'intègre habilement dans son numéro de magie et fait disparaître Maria sous les yeux de Steve. Lorsque Steve rend visite à Manderville dans sa loge, il y voit une série de cartes à jouer du roi de cœur qui traînent. Il insiste pour que Manderville lui dise où est passée sa femme. Celui-ci demande à un serviteur d'aller chercher Maria, qui semble un peu abîmée depuis un prétendu petit accident en coulisses. Il est évident que, comme les autres femmes lors des représentations précédentes, elle devait être mise en transe par hypnose et ensuite livrée au réseau de trafic de filles.
Armstrong est ramassé par l'inspecteur Emile dans le Tanger nocturne. Tous deux se rendent à l'appartement du mystérieux photographe Hapu. Hapu et Armstrong se connaissent déjà, c'est lui qui a pris la dernière photo d'Armstrong et de Fernando ensemble. Mais ce dernier ne peut rien raconter d'important sur le meurtre de Fernando. En rentrant chez lui, Armstrong est agressé, mais il parvient à se défendre contre ses agresseurs. Lorsqu'il retourne plus tard à l'appartement du photographe, Armstrong le trouve assassiné. Pendant ce temps, Rebecca Maria fait enlever Armstrong. Lors d'une nouvelle poursuite, Armstrong est assommé et les gangsters déposent sur son corps un papier sur lequel il est écrit en lettres de journal découpées que sa femme a été enlevée. Armstrong se rend chez Emile et révèle sa véritable identité. Il est en réalité un agent du FBI et sa « femme » enlevée est l'agent de police danois Maria Jensen. Celle-ci est emmenée à la « La Maison des mille poupées » avec les autres filles capturées.
Armstrong va voir Rebecca, qu'il sait être à l'origine de l'enlèvement de Maria, et lui propose un marché. Elle doit le conduire à son « épouse », en échange de quoi il veut l'aider, elle et Manderville. Tous deux se rendent à la « La Maison des mille poupées ». Pendant ce temps, Manderville est informé par son assistant que Rebecca agit manifestement de son propre chef. Rebecca se rend seule au bordel de luxe pour en faire sortir Maria Armstrong. Manderville arrive également peu après dans la maison. La tentative de Rebecca d'aider toutes les filles de la maison à s'échapper échoue. Une bagarre éclate entre les gardiens de la maison et les filles enlevées. Manderville arrive, revolver au poing, tandis qu'Armstrong pénètre dans la maison avec la police marocaine. Sur le toit de la maison, Armstrong affronte Manderville. D'autres souteneurs viennent à son secours. Manderville tire sur Armstrong, mais ne le touche pas. Dans sa fuite, Manderville bascule par-dessus un parapet et tombe dans le vide. Manderville a une carte de jeu de dame de cœur dans la main. Il n'y a jamais eu de roi de cœur, la patronne de la « La Maison des mille poupées » est Rebecca. Endeuillée par la mort de son mari, elle est arrêtée par la police.

## Fiche technique
- Titre français : La Maison des mille poupées[2]
- Titre original espagnol : La casa de las mil muñecas[3]
- Titre allemand : Das Haus der tausend Freuden[4]
- Réalisation : Jeremy Summers
- Scénario : Harry Alan Towers
- Photographie : Manuel Merino
- Montage : Allan Morrison
- Musique : Carlos Camilleri
- Production : Harry Alan Towers, Maria-Angel Coma-Borras, Reinhard Mohn, Manfred Köhnlechner, Manfred Barthel, Herbert Schmidt, Louis Heyward, Sergio Borelli
- Société de production : Producciones Cinematográficas Hispamer Films, Constantin Film Produktion
- Pays de production :  Allemagne de l'Ouest -  Espagne
- Langue originale : anglais
- Format : Couleurs par Technicolor - 2,35:1 - Son mono - 35 mm
- Durée : 95 minutes
- Genre : film policier
- Dates de sortie :
  - États-Unis : 8 novembre 1967
  - Allemagne de l'Ouest : 7 décembre 1967
  - France : 13 mars 1968
  - Espagne : 3 juin 1968

## Distribution
- Vincent Price : Félix Manderville
- Martha Hyer : Rebecca
- George Nader : Dr Steve Armstrong
- Ann Smyrner : Mary Armstrong
- Maria Rohm : Diane
- Wolfgang Kieling : Inspecteur de police Emile
- Herbert Fux : Photographe Hapu
- Sancho Gracia : Fernando
- Yelena Samerina : Madame Vera
- Diane Bond : Liza
- José Jaspe : Ahmed

## Production
Le film a été conçu par Harry Alan Towers, qui l'a tourné à Madrid et a demandé à Samuel Z. Arkoff, de l'American International Pictures, de fournir une avance sur recettes en tant que distributeur aux États-Unis.
À un moment donné, Terence Fisher a été annoncé comme réalisateur. Vic Damone a été mentionné comme devant accompagner Vincent Price et Martha Hyer dans la distribution, mais il a finalement été remplacé par George Nader.
Le tournage a commencé en novembre 1966. Sachant que la censure locale interdirait le tournage, Towers leur donna une copie de la pièce Abe Lincoln in Illinois (en) de Robert E. Sherwood pour faire croire qu'il en faisait une adaptation et engagea un acteur pour se promener sur le plateau habillé en Abraham Lincoln au cas où la censure passerait.
Selon Price, dans une interview de 1984, il avait été engagé dans le projet sans savoir de quoi le film allait parler. Après le tournage de ses scènes, « Martha Hyer et moi avons été emmenés ... nous sommes allés visiter le plateau et nous avons découvert qu'ils étaient en train de refaire toutes les scènes dans lesquelles nous avions joué, mais dans une version pornographique ». Il a ajouté : « Je n'ai jamais pu la voir »,.